# Wilhelm Rautenstrauch (Kaufmann, 1791)
Johann Wilhelm Rautenstrauch (* 17. Juni 1791 in Straßburg; † 20. Dezember 1858 in Trier) war ein deutscher Kaufmann und Politiker.

## Familie
Rautenstrauch war der Sohn des Straßburger Friedensrichters Johann Wilhelm Rautenstrauch (* 1766; † 1815) und dessen Ehefrau Sophie Elisabeth geborene Deubler (* 1771; † 1833). Er war lutherischer Konfession und heiratete am 10. August 1824 in Trier die Katholikin Valentine Susanne Leonardy (* 22. Juni 1802 in Trier; † 29. März 1848 ebenda), die Erbin des Weinguts Karthäuserhof bei Trier. Die Eltern der Ehefrau waren der Stadtrat Valentin Leonardy und Elisabeth geborene Kleutgen. Aus der Ehe gingen folgende Kinder hervor:
- Valentin Christian Rautenstrauch (* 1832; † 1884)
- Wilhelm Rautenstrauch (* 30. Juli 1838 in Trier; † 3. Januar 1896 auf dem Karthäuserhof)
- Carl Theodor Rautenstrauch (* 1839; † 1893), Kaufmann
- Elisabeth Sophia Rautenstrauch
- Sophia Elise Rautenstrauch (* 12. März 1827 in Trier; † 27. April 1900 in Illenau), verheiratet mit Martin Josef Jungen
- Maria Rautenstrauch
- Fanny Rautenstrauch
- Aline Angelika Rautenstrauch
- Emma Rautenstrauch
- Ida Rautenstrauch

## Leben
Rautenstrauch machte ab Dezember 1806 eine kaufmännische Lehre im Handelshaus Mollinger in Straßburg und setzte seine Ausbildung später bei Cordier in Metz fort. Um 1820 war er Handlungsreisender für den Häutehändler Osterried in Frankfurt am Main. Diese hatten eine Filiale im Haus Leonardys (dem Warsberger Hof). Danach zog er nach Trier, wo er 1824 die Häutehandlung Wilhelm Rautenstrauch & Co. gründete und Armeelieferant wurde. Das Unternehmen importierte Häute aus Argentinien und Uruguay. Teilhaber der Firma war Stadtrat Karl Philipp Cetto. Das Unternehmen expandierte durch die Übernahme der Häutefirma des Kölner Stadtrats Franz Daniel Hölterhoff im Jahr 1830. Dann entstanden weitere Filialen in Antwerpen, Le Havre und Brüssel. 1857 gründete sein Sohn Valentin eine Niederlassung in Buenos Aires. 1858 wurde Valentin Teilhaber. 1849 wurde sein Einkommen mit 18.000 Talern geschätzt. Er wurde mit dem Titel eines Kommerzienrates ausgezeichnet.
Während der Märzrevolution war er 1848 Mitglied der Kommission zur kommissarischen Verwaltung des Oberbürgermeisteramtes. 1851 wurde er für den Stand der Städte und die Stadt Trier als stellvertretendes Mitglied im Provinziallandtag der Rheinprovinz gewählt. Nach der Gründung der Handelskammer Trier im Jahr 1855 wurde er der erste Präsident dieser Kammer und blieb bis 1858 in diesem Amt.